# Mátészalka
Mátészalka est une ville de Hongrie, située dans le comitat de Szabolcs-Szatmár-Bereg, à l'extrême est du pays.
La ville est mentionnée pour la première fois dans l'histoire en 1216.
Les parents de Tony Curtis sont originaires de Mátészalka.
Le maire de la ville est István Szábo.
La ville a une superficie de 41,81 km2 et lors du recensement de 2005, elle comptait 18 084 habitants. C'est la deuxième ville la plus peuplée du comitat. Mátészalka est située à 52 km à l'est de Nyíregyháza et 77 km au nord de Debrecen.
Le code postal de Mátészalka est 4700.

## Jumelages
La ville de Mátészalka est jumelée avec :
- Kolbuszowa (Pologne)
- Moukatchevo (Ukraine)
- Carei (Roumanie)
- Vittoria (Italie)
- Zevenaar (Pays-Bas)
- Humenné (Slovaquie)
- Oberkochen (Allemagne)